# Zealanapis australis
Espèce
Synonymes
- Chasmocephalon australis Forster, 1951

Zealanapis australis est une espèce d'araignées aranéomorphes de la famille des Anapidae.

## Distribution
Cette espèce est endémique de Nouvelle-Zélande. Elle se rencontre dans les régions d'Otago et de Southland.

## Description
Le mâle décrit par Platnick et Forster en 1989 mesure 1,02 mm et la femelle 1,04 mm.

## Publication originale
- Forster, 1951 : New Zealand spiders of the family Symphytognathidae. Records of the Canterbury Museum, vol. 5, no 5, p. 231-244.